# Mombasa Noord
Mombasa Noord är en ö i Kenya. Den ligger i den södra delen av landet, 400 km sydost om huvudstaden Nairobi.